# Camille Olry-Roederer
Pour les articles homonymes, voir Olry et Roederer.
Camille Olry-Roederer, née Camille Milpied, le 5 avril 1892, à Cholet et morte le 18 avril 1975 à Biarritz, est une entrepreneure française. Elle est de 1932 à 1975, la directrice de la maison de Champagne Roederer,.

## Biographie
Camille Milpied nait à Cholet,, le 5 avril 1892. Elle est la fille de Marie Eulanie Boisumeau et d’Eugène Milpied.
Elle donne naissance à une fille nommée Marcelle,, en février 1912, qu'elle a avec son compagnon Marcel Moreau, fondateur de la boutique locale des Nouvelles Galeries, de cinq ans plus jeune qu'elle. Afin de retarder la mobilisation de ce dernier, Camille l'épouse, le 18 avril 1916, à Cholet. Peu après, Marcel est tout de même appelé sous les drapeaux. Il décède le 20 juillet 1918 la laissant ainsi veuve.
Après avoir confié sa fille à sa mère, elle part s'installer à Paris, où elle devient mannequin pour la marque Jenny. Elle se lie d'amitié avec sa patronne Jenny Sacerdote, dont elle devient l'associée. En 1930, à l’occasion d'un voyage d'affaire, elle rencontre Léon Olry-Roederer, petit fils de Louis Roederer, de vingt ans son ainé,, dans un train reliant Paris à Reims. Elle l'épouse à Paris,, le 14 janvier 1932, à la mairie du 17e arrondissement, mais ce dernier décède d'une embolie pulmonaire, le 4 mars 1932. Elle prend alors la direction de la maison de champagne Roederer,.
Elle décède à Biarritz, le 18 avril 1975.

### À la tête de Roederer
Camille évince son beau-frère, Paul Mure, qu'elle juge trop dépensier, ainsi que l'ensemble des membres du conseil, puis constitue une nouvelle équipe,, formée à l'école supérieure de commerce de Reims. Elle décide alors de surveiller les comptes de manière très étroite, ce qui permet à la maison de se redresser financièrement.
Elle est menée en justice, à une quarantaine de reprise, par ses anciens associés ainsi que leurs héritiers, mais remporte tous ses procès grâce aux avocats Jacques Rambaud et Jacques Brissard.
En 1953, elle positionne le frère de son gendre, André Rouzaud, officier de marine, comme directeur commercial. En 1967, elle fera aussi rentrer son petit-fils, Jean-Claude Rouzaud, diplômé de l’école supérieur d’œnologie, de Montpellier et ayant fréquenté, en auditeur libre, la chaire de la viticulture.
Pendant les années 1960, elle remplace progressivement les cuves en chêne par des cuves en inox. Elle se rend fréquemment aux États-Unis, où elle est fortement médiatisée,, et en Scandinavie.
Entre 1952 et 1986, la maison Roederer rachète une bonne partie des parcelles détenues par les nièces et neveux de Léon Olry-Roederer.
Après son décès, Jean-Claude Rouzaud, son petit-fils reprend les rênes de l'établissement,.

### Reconnaissance
Camille Olry-Roederer est décorée de la légion d'honneur en 1955.
Frédéric Rouzaud, son arrière-petit-fils, dit qu'elle est « une des veuves de la Champagne dont on parle le moins. ».

## Filmographie
- [vidéo] « Camille Roederer, une grande dame de Champagne » sur France 3 Champagne-Ardenne, 5min 21s.